# Tabula claudiana
La tabula claudiana, anche detta Tavola di Lione o Oratio Claudii è un'iscrizione latina su bronzo, scoperta nel 1528 a Lione (Lugdunum), che contiene un ampio stralcio di un discorso tenuto dall'imperatore Claudio al Senato nel 48 d.C. In questa orazione Claudio si pronunciava a favore della concessione ai membri dell'élite della Gallia Comata (ovverossia alla Gallia al di fuori della Narbonese, amministrativamente ripartita nelle provincie Lugdunensis, Aquitania, Belgica) di diventare senatori. È custodita al Museo gallo-romano di Lione.
Il discorso è liberamente ripreso anche da Tacito negli Annales.

## Contenuto
Con questo discorso, Claudio attua una politica di apertura già iniziata cautamente ai tempi di Augusto, esprimendo la sua concezione di un impero universalistico, votato all'integrazione e al consenso dei popoli sottomessi. Per Claudio, la grandezza di Roma consisteva nell'integrarsi culturalmente ai popoli vicini, finiti nell'orbita romana. Dei provinciali il Princeps diventa naturalmente il riferimento. La mossa del conferimento della cittadinanza romana, limitata ai soli primores (cioè alle sole élite), per due cittadini dei quali Claudio perora l'inserimento in Senato, mira tuttavia anche a introdurre uomini a lui fedeli tra i senatori.